# USS Nevada (BB-36)
USS «Невада» (BB-36) (англ. USS Nevada (BB-36) — військовий корабель, лінійний корабель типу «Невада» військово-морського флоту США. Другий військовий корабель, який отримав назву на честь 36-го штату Сполучених Штатів.

## Історія створення
Став перший в серії лінійних кораблів класу «Невада»; кораблем-двійником був лінкор «Оклахома».
Лінійний корабель «Невада» був закладений 4 листопада 1912 року на верфі Fore River Shipyard, Квінсі,штат Массачусетс. Спущений на воду 11 липня 1914 року, ступив у стрій 11 березня 1916 року.

## Історія служби
Лінкор отримав технологічні нововведення, які використовувалися майже на кожному наступному лінкорі, побудованому в США - використання рідкого палива замість вугілля, парові турбіни, башти з трьома гарматами в кожній, бронювання за принципом «все-або-нічого». «Невада» вважається першим супер-дредноутом ВМС США. Корабель брав участь в обох світових війнах: під час Першої Світової війни охороняв конвої біля узбережжя Великої Британії, під час Другої Світової —  був єдиним американським лінкором з тих, що перебували в гавані Перл-Гарбор та почав виходити в море під час японської атаки 7 грудня 1941 року лінкор отримав влучення торпедою і пошкодження від шести бомб, на ньому виникла пожежа, і корабель викинувся на берег. Згодом був модернізований на Puget Sound Naval Shipyard, супроводжував конвої в Атлантиці, забезпечував вогневу підтримку військ союзників в декількох операціях, у тому числі під час висадки в Нормандії 6 червня 1944 р. Після війни брав участь в американських ядерних випробуваннях біля атолу Бікіні, через це був сильно пошкоджений і заражений радіацією. Виведений з експлуатації 29 серпня 1946 р. і був затоплений в ході навчальних морських стрільб 31 липня 1948 р.

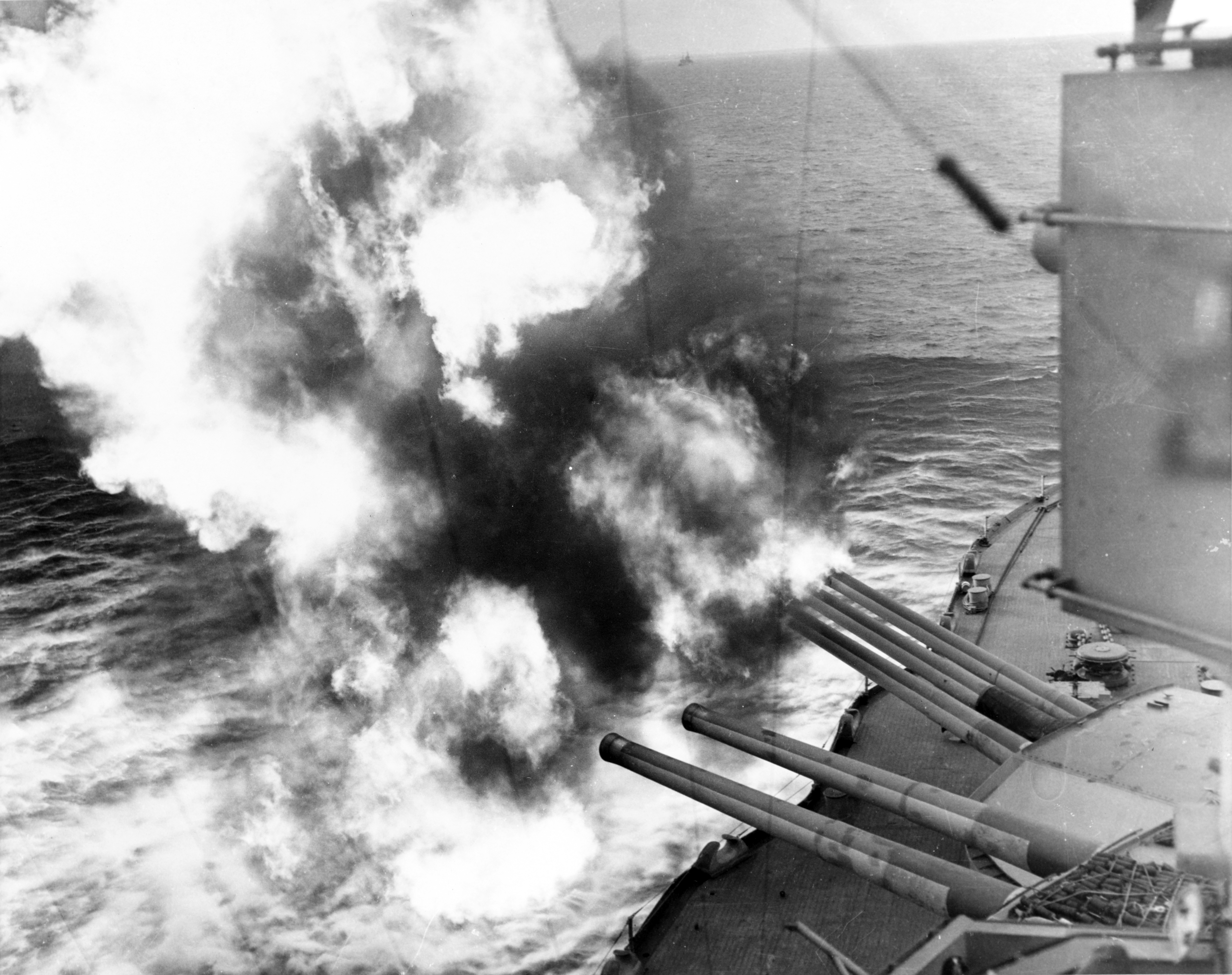
Лінкор «Невада» здійснює артилерійську підтримку висадки американських військ на плацдармі «Юта»